# Buntstorch

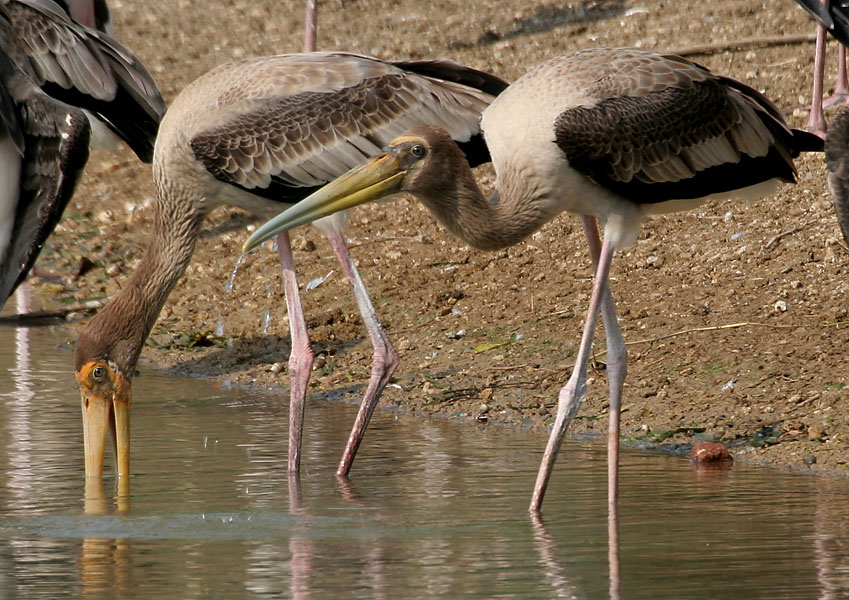
Noch nicht ausgefärbte Jungvögel

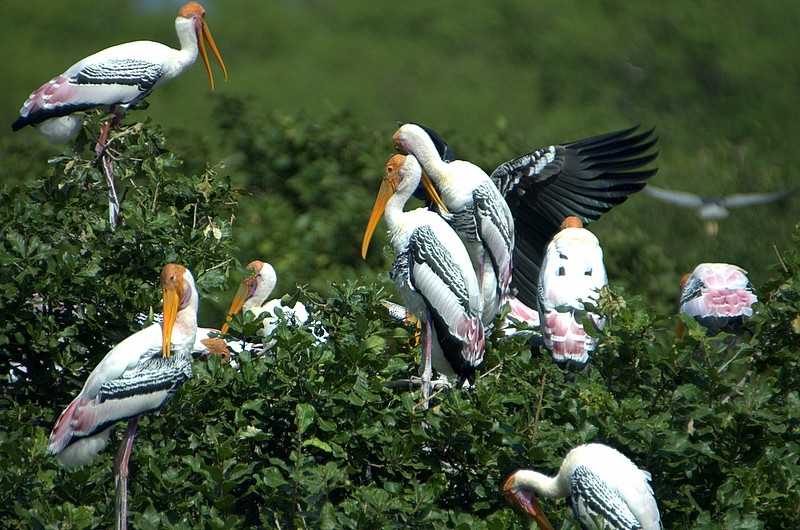
Eine Kolonie Buntstörche

Der Buntstorch (Mycteria leucocephala) ist ein im tropischen Asien lebender Storch aus der Gattung der Nimmersatte.

## Merkmale
Der Buntstorch erreicht eine Körperlänge von 95 bis 100 Zentimetern. Er fliegt mit ausgestrecktem Hals.
Das Gefieder des Buntstorches ist weiß mit schwarzem Schwungfedern und weist eine schachbrettartige schwarz-weiße Musterung am Vorderrand des Flügels und auf der Brust auf. Ein weiteres Kennzeichen ist die Rosatönung von Flügel und Rücken.
Die Farbe des nach unten gebogenen Schnabels ist gelb, die der nackten Gesichtshaut rötlich-orange. Die Beine sind rosa.
Jungvögel haben noch eine dunkelgraue Gesichtshaut und überwiegend hellgraues Obergefieder.

## Vorkommen
Der Buntstorch kommt in Sri Lanka, Indien, Indochina und in Südchina vor. Er lebt an Süßwasserseen, Sümpfen und Reisfeldern.

## Nahrung
Bei der Jagd geht der Buntstorch langsam durchs flache Wasser oder durch Feuchtwiesen und sucht nach Beute, die aus Fischen, Fröschen und großen Insekten besteht. Beim Waten schwingt er den halbgeöffneten Schnabel hin und her und schließt ihn, sobald er einen Fisch berührt.
Der Nahrungsbedarf der Jungvögel ist ausgesprochen hoch. Sie benötigen täglich eine Nahrungsmenge, die 50 bis 60 % ihres Körpergewichtes entspricht. Dieser hohe Nahrungsbedarf hat zu der Bezeichnung „Nimmersatt“ für die Gattung geführt.

## Fortpflanzung
Der Buntstorch brütet in Feuchtgebieten auf Bäumen in dichtbesiedelten Brutkolonien. Im Horst, einer großen Plattform aus Stöcken mit flacher, zentraler Mulde, werden 2–5 Eier gelegt. Die Brutdauer beträgt 27 Tage.

## Bestand
Die Bestandssituation des Buntstorches wird mit nt (= near threatened – potentiell gefährdet) eingestuft.

## Einzelbelege
1. ↑   W. Grummt, H. Strehlow (Hrsg.): Zootierhaltung Vögel. Verlag Harri Deutsch, Frankfurt am Main 2009, ISBN 978-3-8171-1636-2, S. 98.
2. ↑  Mycteria leucocephala in der Roten Liste gefährdeter Arten der IUCN 2008. Eingestellt von: BirdLife International, 2008. Abgerufen am 18. September 2016.